# Tchudovo

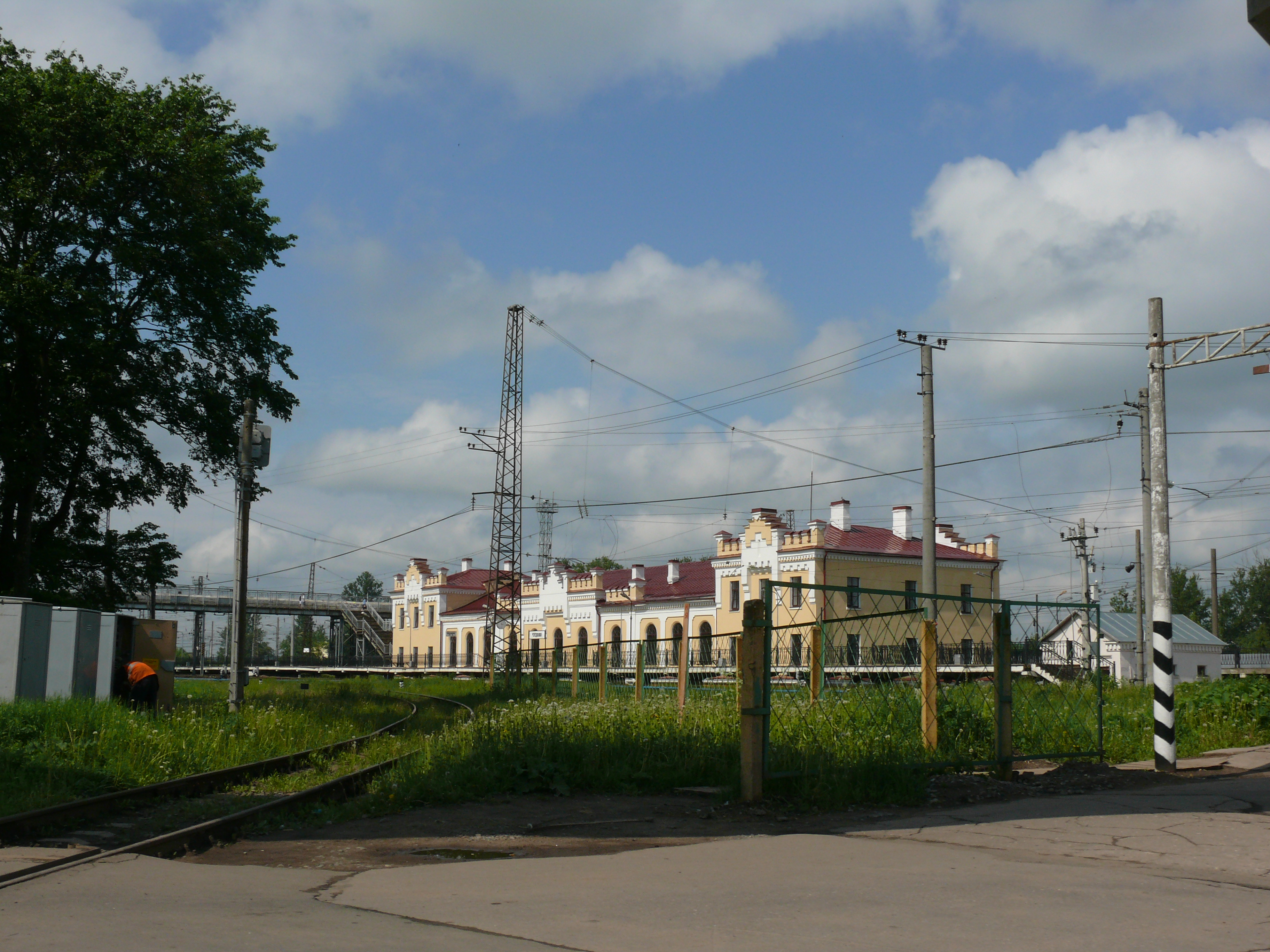
Estação de Trem de Chudovo

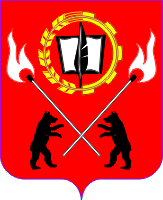
Brasão de Armas

Tchudovo (russo: Чýдово) é uma cidade na Rússia, centro administrativo do raion de Tchudovsky, no oblast de Novogárdia. Está localizada no rio Kerest (afluente do rio Volkhov). 
A cidade fica na Estrada Federal M10, conectando Moscou e São Petersburgo, 80 km norte de Novogárdia Magna e 100 km sul de São Petersburgo.
Foi condecorada como cidade em 1937
População: 17.434 habitantes